# أوستين كاميرون
أوستين كاميرون (بالإنجليزية: Austin Cameron)‏ هو سائق سباق أمريكي، ولد في 24 يناير 1977 في إل كاجون في الولايات المتحدة.